# EBS배 여류프로기전
EBS배 여류프로기전은 교육방송(EBS)가 주최하는 대한민국의 바둑 기전이다. 국내최초 여류기전으로, 한국기원소속 여성 프로기사 전원(10명)이 참가하여 토너먼트로 우승자를 가리는 기전이다.  해설은 양상국 七단이다. 

## 역대 우승자
| 회수 | 연도 | 우승   | 전적  | 준우승 |
| ---- | ---- | ------ | ----- | ------ |
| 1    | 1994 | 윤영선 | 2 - 0 | 이지현 |